# Nová Ves (Lešany)
Nová Ves (Duits: Neudorf of Neudorf bei Leschan) is een Tsjechische plaats in de gemeente Lešany, regio Midden-Bohemen, en maakt deel uit van het district Benešov. Het dorp ligt op 1 kilometer afstand van Lešany.
Nová Ves telt 28 inwoners (2021).

## Geografie
Nová Ves ligt in een populaire recreatieregio, Posázaví genaamd. De rivier de Sázava stroomt in de buurt van het dorp en vlak bij het dorp zelf ligt het Moštěňákmeer. De bossen rond Nová Ves trekken vooral in het paddenstoelenseizoen veel liefhebbers aan.

## Geschiedenis
De eerste schriftelijke vermelding van het dorp dateert van 1849.
Tijdens de Tweede Wereldoorlog was het dorp onderdeel van het militaire oefenterrein van de Waffen-SS Benešov. Op 15 oktober 1942 moesten de inwoners daarom noodgedwongen hun huizen verlaten.
In 1949 werd Nová Ves, samen met Lešany, ingedeeld bij het district Benešov.

## Verkeer en vervoer

### Autowegen
Er leidt een regionale weg naar het dorp.

### Spoorlijnen
Er is geen station in Nová Ves. Het dichtstbijzijnde station is in Krhanice, op zo'n 5,5 kilometer afstand. Dat station ligt aan spoorlijn 210 Praag - Čerčany.

### Buslijnen
Er is één bushalte in het dorp:
| Halte                    | Lijn(en) | Traject(en)         | Vervoerder(s) |
| ------------------------ | -------- | ------------------- | ------------- |
| Lešany, Nová Ves Rozchod | 753      | Netvořice - Benešov | CŠAD Benešov  |

## Bezienswaardigheden
- Voormalige herberg U Brabců

## Galerij

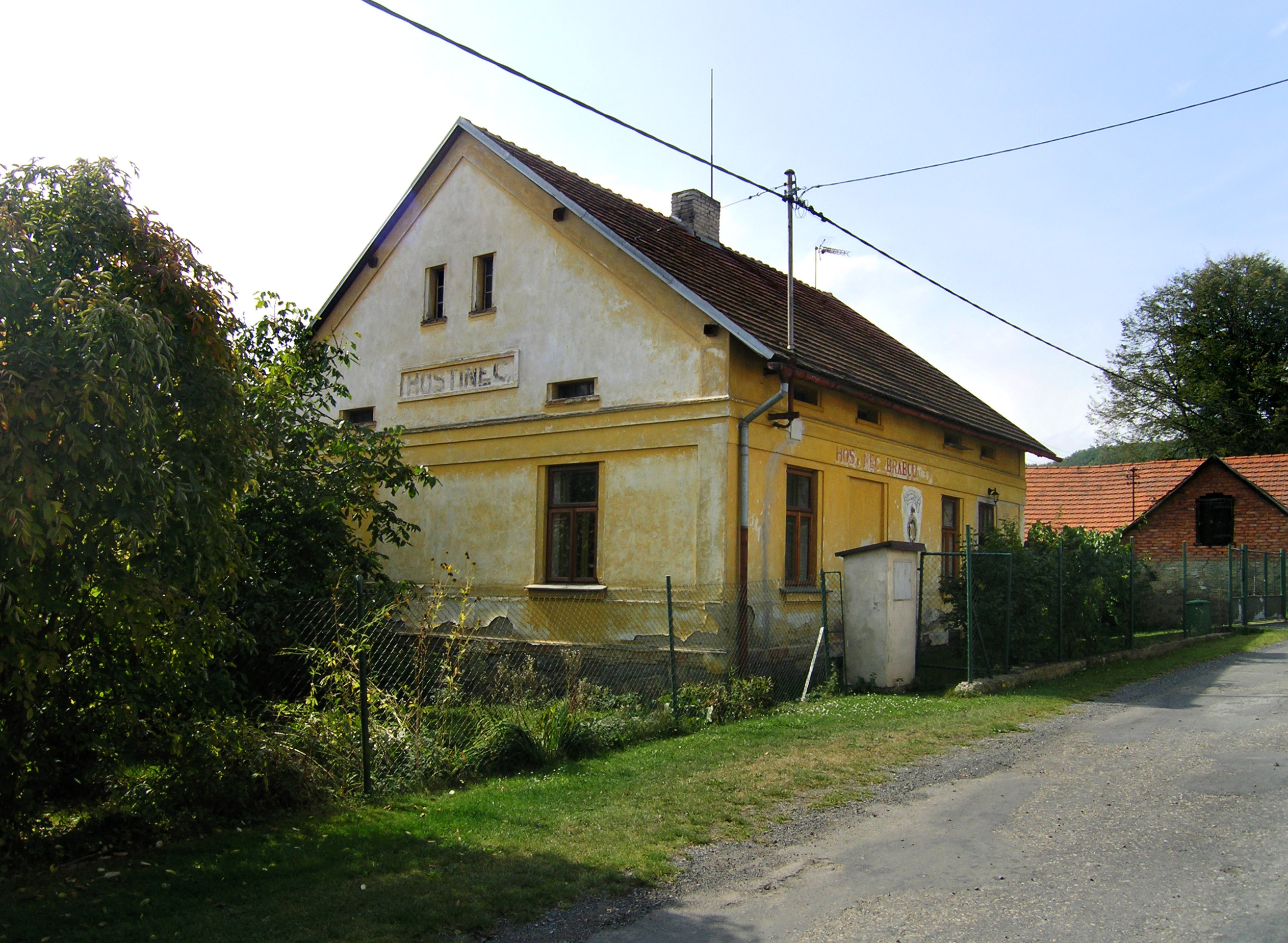
Voormalige herberg (2009)
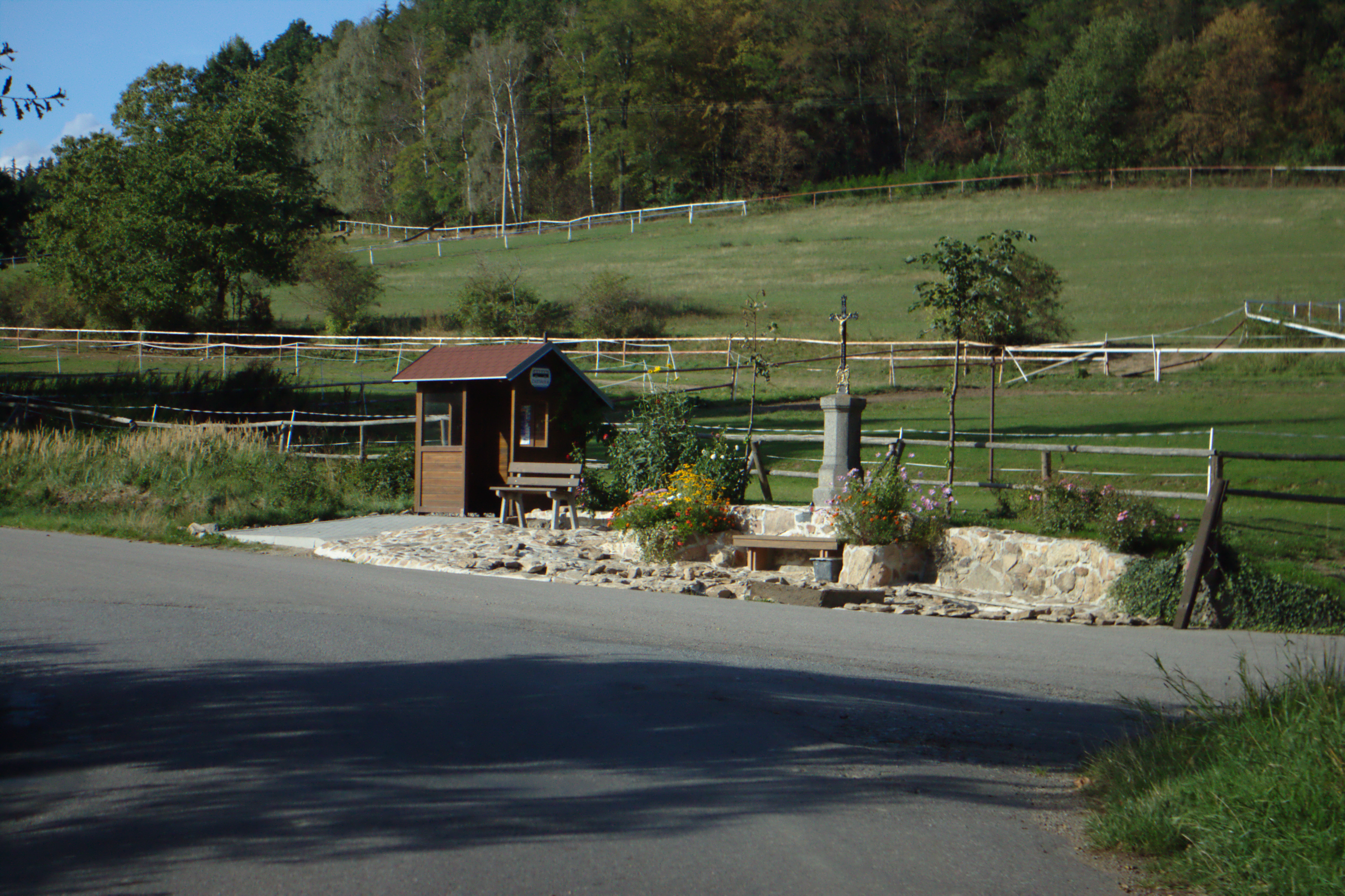
Bushalte in het dorp (2015)